# Izabela Aragonska, njemačka kraljica
Izabela — poznata i kao Elizabeta (umrla 12. srpnja 1330.) — bila je aragonska infanta (»princeza«) koja je postala njemačka kraljica i austrijska vojvotkinja brakom.
Izabelin je otac bio Jakov II. Aragonski, a majka kraljica Blanka Anžuvinska, preko koje je Izabela bila unuka napuljskog vladara.
Članica kuće Barcelone, Izabela se udala za Fridrika Lijepoga 11. svibnja 1315. godine. Par je imao dvije kćeri i sina. U Njemačkoj i Austriji, Izabela je bila poznata kao Elisabeth. 